# Sinaida Grigorjewna Iwanowa

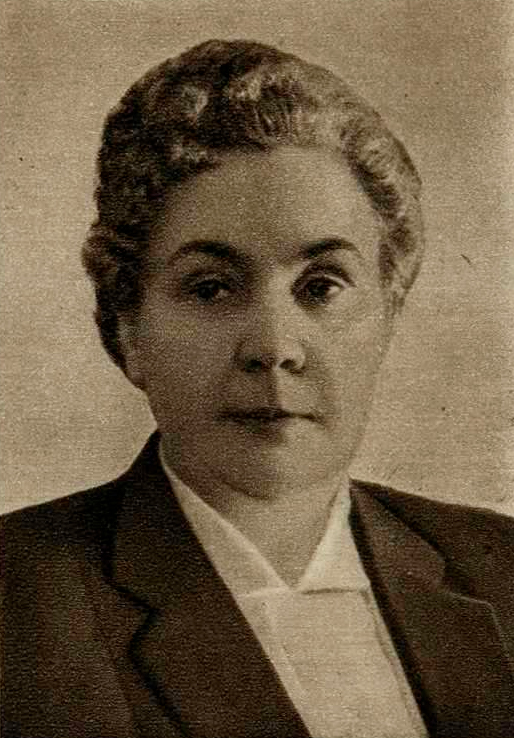
Sinaida Grigorjewna Iwanowa (1952)

Sinaida Grigorjewna Iwanowa (russisch Зинаида Григорьевна Иванова; * 7. Oktoberjul. / 19. Oktober 1897greg. in Pensa; † 10. Juni 1979 in Moskau) war eine sowjetische Bildhauerin und Hochschullehrerin.

## Leben
Nach Oktoberrevolution und Bürgerkrieg studierte Iwanowa 1921–1927 in Moskau am Höheren Künstlerisch-Technischen Institut bei Alexei Babitschew, Anton Lawinski und Iossif Tschaikow. Ihre Diplomarbeit war die Komposition Bauarbeiter.
Ab 1927 beteiligte sich Iwanowa an Ausstellungen. Sie gehörte 1927–1928 zur Künstlergesellschaft Rost (Wachstum) und 1928–1932 zur Gesellschaft der Moskauer Künstler. Sie arbeitete in der von Wera Muchina geleiteten Bildhauer-Brigade und war beteiligt an den Skulpturen:
- Arbeiter und Kolchosbäuerin auf dem sowjetischen Pavillon auf der Weltfachausstellung Paris 1937
- Wir fordern Frieden! (1950), mehrteilige transportable Agitationsskulptur anlässlich des Koreakriegs
- Moskauer Maxim-Gorki-Denkmal (1951)
- Moskauer Pjotr-Tschaikowski-Denkmal (1954)

Von 1935 bis 1937 unterrichtete Iwanowa im Bildhauerei-Atelier des Allunionsrats der Gewerkschaften. Sie lehrte von 1941 bis 1945 am Moskauer Institut für Angewandte und Dekorative Kunst, das während des Deutschen Angriffskriegs 1942–1944 in Samarkand evakuiert war.
Als Abgeordnete des Moskauer Stadtsowjets Mossowet 1954–1957 setzte Iwanowa für junge Bildhauer den Aufbau von Bildhauerei-Ateliers durch, die seit 1980 ihren Namen tragen.
Iwanowa starb am 10. Juni 1979 in Moskau. Ihre Asche wurde im Kolumbarium des Wagankowoer Friedhofs beigesetzt (zusammen mit der der Bildhauerin Nina Selenskaja).

## Ehrungen, Preise
- Stalinpreis II. Klasse (1951) für die Skulptur Wir fordern Frieden!
- Stalinpreis I. Klasse (1952) für das Maxim-Gorki-Denkmal[4]

## Werke

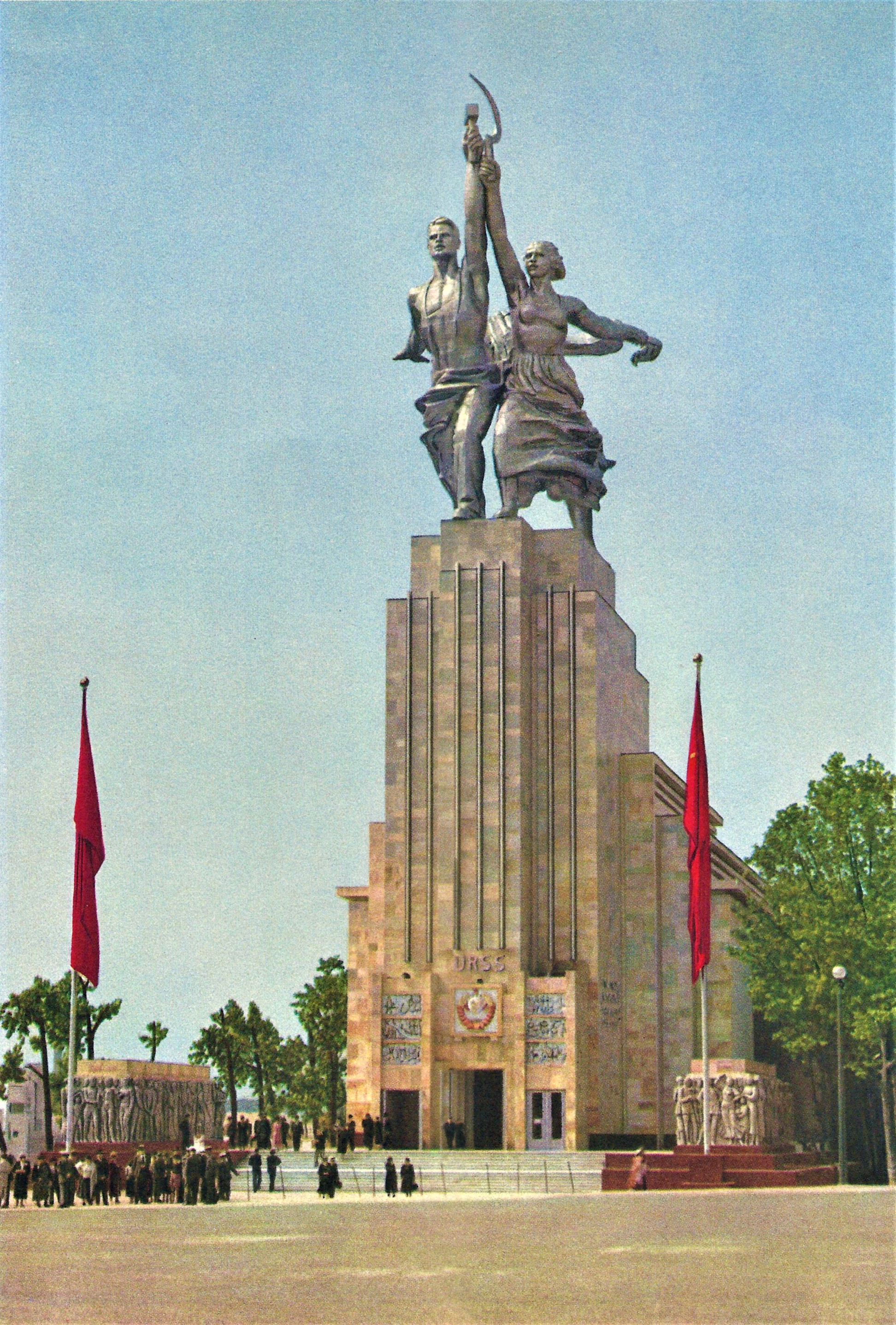
Arbeiter und Kolchosbäuerin
Maxim Gorki (1951)
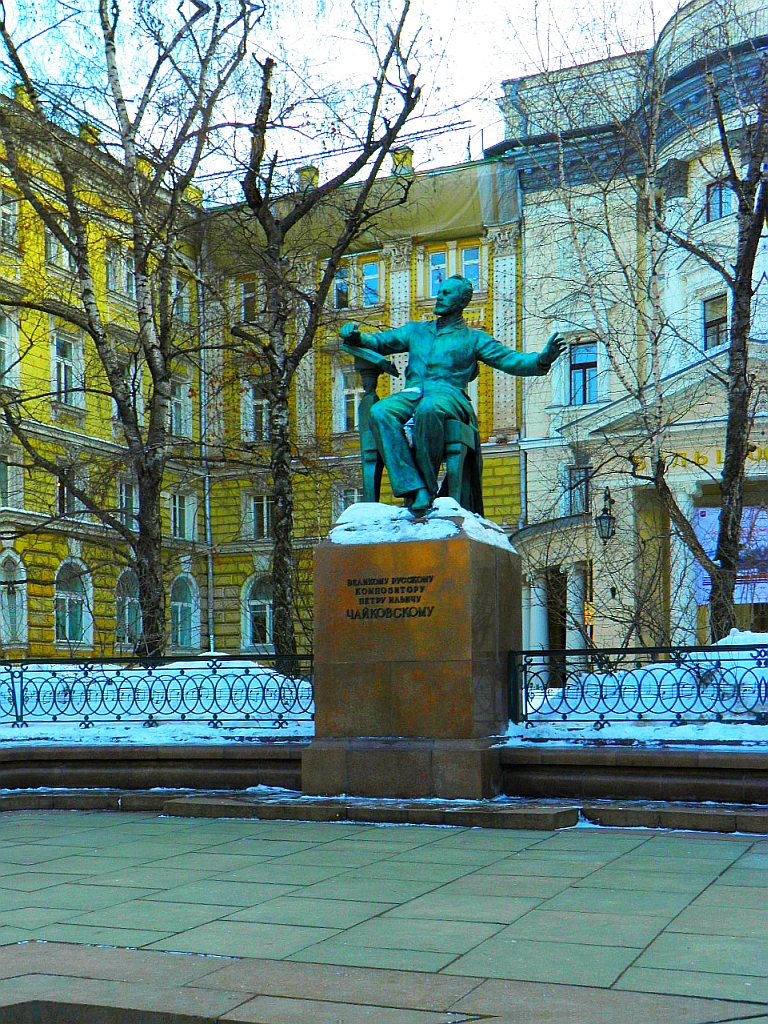
Pjotr Tschaikowski